# Šentjur
Šentjur pri Celju (em alemão:  Sankt Georgen bei Cilli) é um município da Eslovênia. A sede do município fica na localidade de mesmo nome.